# Astronidium novae-hannoverae
Astronidium novae-hannoverae är en tvåhjärtbladig växtart som först beskrevs av Adolf Engler, och fick sitt nu gällande namn av Elmer Drew Merrill och Lily May Perry. Astronidium novae-hannoverae ingår i släktet Astronidium och familjen Melastomataceae. Inga underarter finns listade i Catalogue of Life.